# اجاق الکتریکی

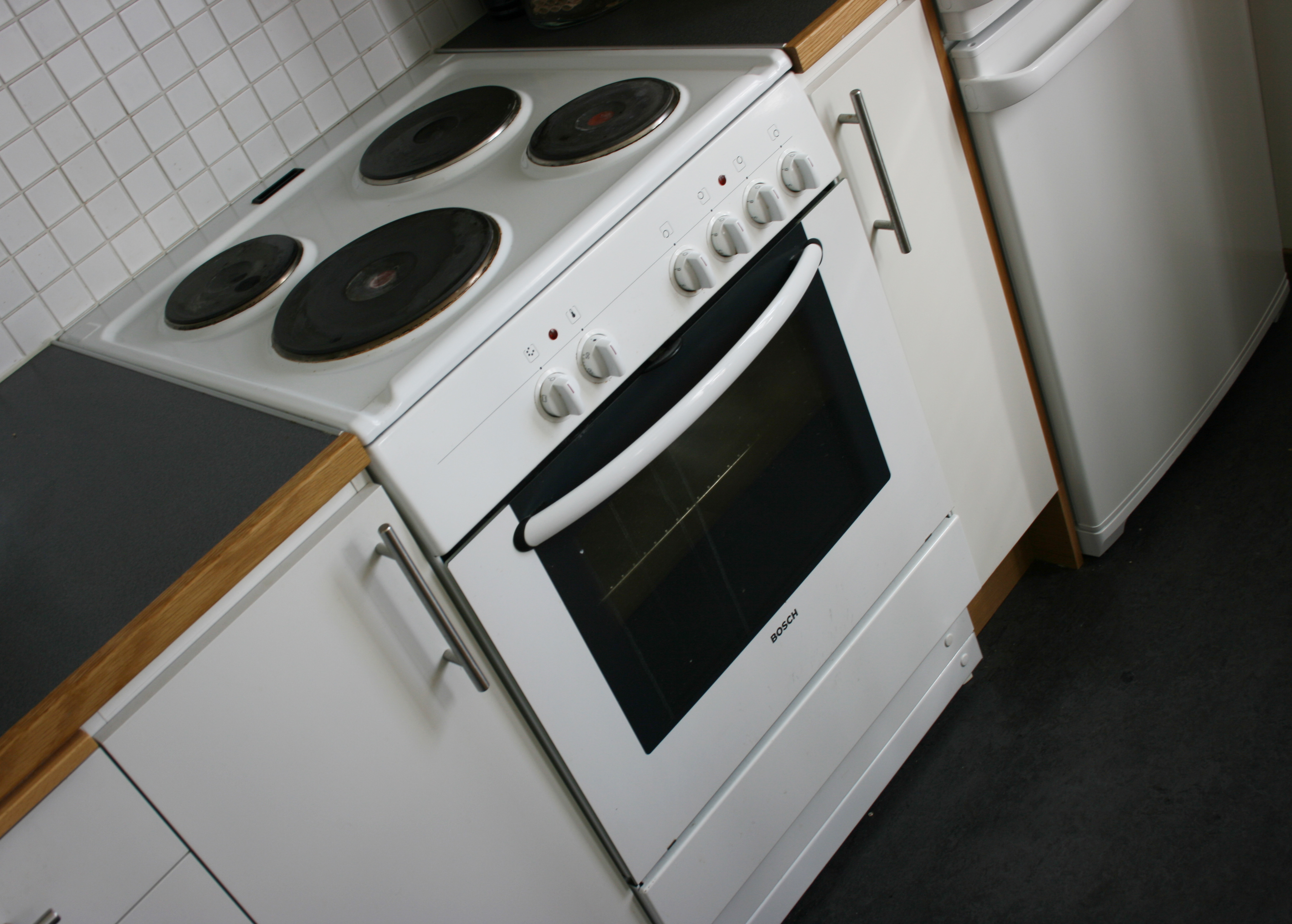
نمونه‌ای از یک اجاق برقی نخستین

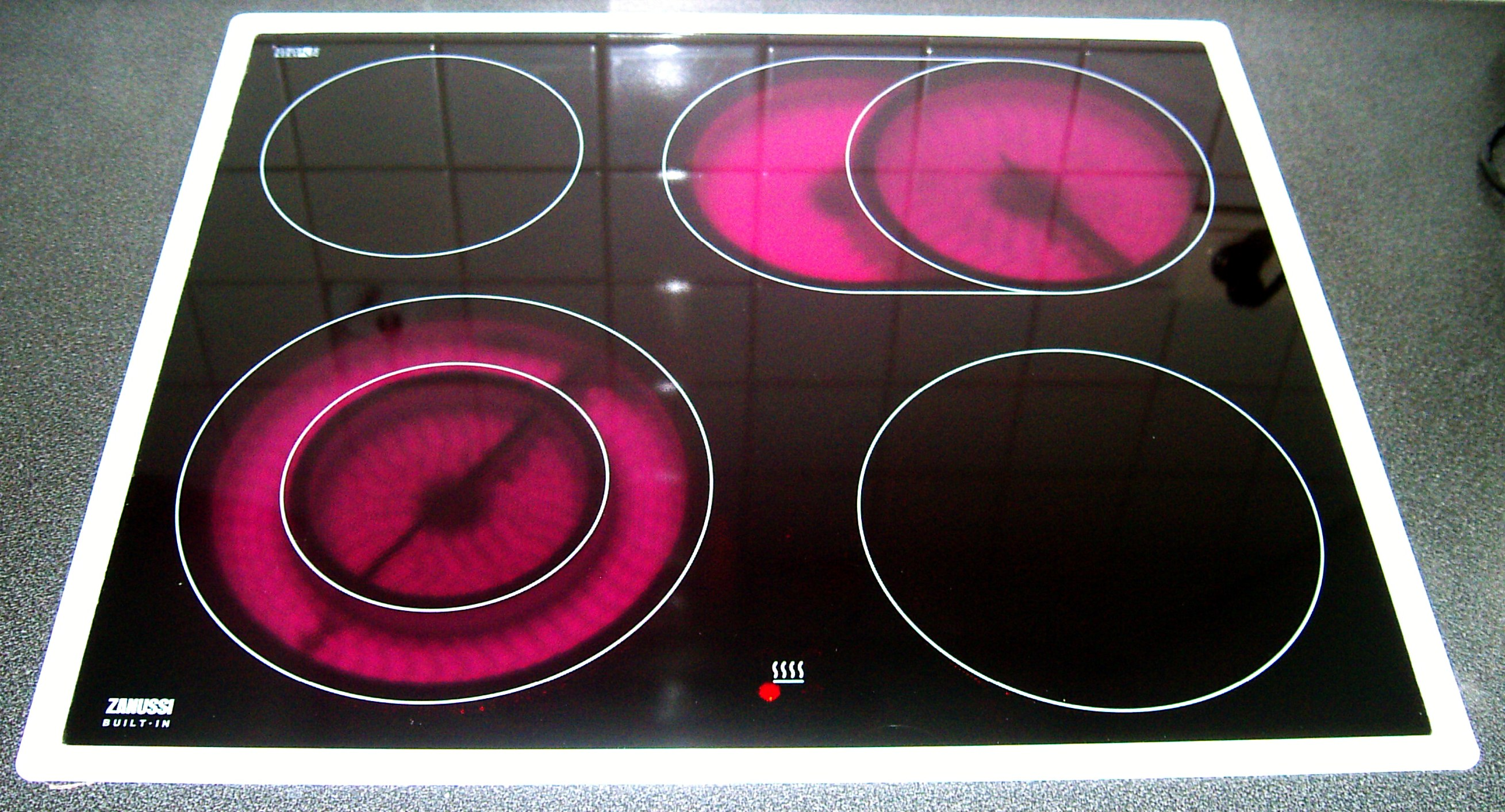
رویهٔ اجاق برقی از نوع شیشه-سرامیک (سال ۲۰۰۵)

اجاق برقی یا اجاق الکتریکی، نوعی اجاق است که جریان برق را به گرما برای آشپزی و پخت‌وپز تبدیل می‌کند.

## تاریخچه
در ۲۰ سپتامبر ۱۸۵۹ میلادی، جورج بی. سیمپسون (George B. Simpson)، دارندهٔ امتیاز اختراع شمارهٔ ۲۵٬۵۳۲ آمریکا، برای الکتروهیتر که رویهٔ گرمادهنده‌ای از سیم‌پیچ پلاتین بود و به کمک باتری نیرو می‌گرفت را برای نخستین بار ساخت. این رویهٔ سیم‌پیچ پلاتین برای گرم‌کردن اتاق‌ها@12@، جوشاندن آب و پختن و گرم‌کردن مواد خوراکی نیز به‌کار می‌رفت.
این‌چنین بود که چند سال پس از این ثبت اختراع، اجاق‌های الکتریکی ساخته شدند.
قابلمه‌هایی که برای اجاق‌هایی که با سیم‌پیچ‌ها کار می‌کنند استفاده می‌شوند، از جنس فولاد مغناطیسی هستند. یکی از ویژگی‌های فولاد مغناطیسی این است که وقتی در معرض میدان الکترومغناطیسی قرار می‌گیرد، الکترون‌های آن به جنبش درمی‌آیند و در نتیجه، از این تکاپوها ظرف فولادی گرم می‌شود و گرمای خود را به غذای درون خودش می‌دهد و غذا می‌پزد.